# 锌激活离子通道
锌激活离子通道（英語：Zinc-activated ion channel，ZAC），是一种由人类基因ZACN 编码的蛋白质。ZAC属于阳离子渗透型配体门控离子通道中的半胱氨酸环超家族。ZAC的基因存在于人类和犬类中，但其直系同源体在鼠类中却未发现。
ZAC的mRNA表达于前列腺、甲状腺、气管、肺、脑（包括成人和胎儿）、脊髓、骨骼肌、心脏、胎盘、胰腺、肝、肾和胃。ZAC的内源性配体是Zn2+，但ZAC 也能自发性激活，其自发性激活的原因还未知。